# Penzberg
Penzberg är en stad i Landkreis Weilheim-Schongau i Regierungsbezirk Oberbayern i förbundslandet Bayern i Tyskland.